# Jordbodalen med Ångtegelgropen
Jordbodalen med Ångtegelgropen är ett kommunalt naturreservat i södra Helsingborg. Naturreservatet består av Jordbodalen i Gåsebäckens ravin och Helsingborgs Ångtegelbruks lertäkt i Närlunda.

## Historia

### Lerbrytning
Sedan brytningen av lerskiffer upphörde 1978 har den djupa gropen används som vattenmagasin för att fördröja dagvatten från omkringliggande bebyggelse. Detta innebär att gropen kan vattenfyllas vid kraftiga skyfall.

### Området skyddas
Ett förslag att skydda lertäkten och Jordbodalen antogs i stadsbyggnadsnämnden 24 september 2020 efter att ha utretts sedan oktober 2017 av stadsbyggnadsförvaltningen. Ursprungligen var tanken att även landborgen skulle ingå i naturreservatet, men den togs inte med i förslaget som lämnades till kommunstyrelsen. Efter kommunstyrelsens godkännande lämnades frågan över till kommunfullmäktige som den 15 december beslutade enligt förslaget med röstetalet 43 för och 22 mot.
Naturreservatet är skyddat (beslutat) sedan 15 december 2020 och blev gällande 8 februari 2021.

## Natur

### Jordbodalen
Jordbodalen är en trädbevuxen dalgång där Gåsebäcken rinner genom flera dammar.

### Ångtegelgropen
När industriverksamheten upphörde planterades träd runt gropens kanter. De icke-svenska trädslag som förekommer får stå kvar, så länge de inte är invasiva, men inte föryngras. Istället bör svenska ädellövträd prioriteras, såsom avenbok, ask, skogslönn, hassel och ek.
Grundvatten med hög kalkhalt springer fram från en skärning i lerskiffern i gropens västra brant. Då vattnet kommer i kontakt med atmosfären, fälls mineralerna ut och bildar kalktuff. På platsen förekommer aktiv fossilering då växtdelar bäddas in i det nya berget och ska därför hållas fri från sly.